# Neoallocotocera sydneyensis
Neoallocotocera sydneyensis är en tvåvingeart som först beskrevs av Frederick Askew Skuse 1888.  Neoallocotocera sydneyensis ingår i släktet Neoallocotocera och familjen svampmyggor. Inga underarter finns listade i Catalogue of Life.